# Copionodontinae
Sous-famille
Les Copionodontinae sont une sous-famille de poissons-chats d'eau douce et d'eau de mer de la famille des Trichomycteridae. 

## Liste des genres
Selon World Register of Marine Species (9 novembre 2024) :
- Copionodon de Pinna, 1992
- Glaphyropoma de Pinna, 1992

## Répartition et écologie
Les Copionodontinae se trouvent exclusivement dans la Chapada Diamantina. Bien que le plateau soit drainé par quatre bassins fluviaux, jusqu’à présent, ces poissons se trouvent exclusivement dans les drainages associés à la rivière Paraguaçu. 
Les Copionodontinae occupent le cours supérieur des cours d’eau à débit rapide sur les lits rocheux, souvent avec un débit d’eau faible ou nul pendant la saison sèche. Les poissons ont tendance à se concentrer sur les mares calmes et profondes, bien que certains individus se logent dans des crevasses rocheuses étroites dans des secteurs à débit rapide. Les préférences en matière d’habitat varient également selon les espèces. L’eau dans le cours supérieur de la Chapada Diamantina est fraîche et généralement noire (tachée de matière organique), mais les Copionodontinae sont également enregistrées dans quelques cours d’eau claire. Habituellement, ils partagent leur environnement avec peu ou pas d’autres espèces de poissons.

## Classification
Les Copionodontinae sont remarquablement primitifs dans leur forme corporelle et partagent peu de synapomorphies précédemment utilisées pour diagnostiquer la famille des Trichomycteridae. 
Il ne fait guère de doute que les Copionodontinae forment un groupe monophylétique, diagnostiqué par plusieurs synapomorphies sans ambiguïté, y compris une denture unique composée de dents spatulées que l’on ne trouve pas chez les autres membres de la famille des Trichomycteridae. Quelques caractères soutiennent également les genres Copionodon et Glaphyropoma en tant que sous-unités monophylétiques. 

## Publication originale
- Mário C. C. de Pinna, « A new subfamily of Trichomycteridae (Teleostei, Siluriformes), lower loricarioid relationships and a discussion on the impact of additional taxa for phylogenetic analysis », Zoological Journal of the Linnean Society, vol. 106, no 3,‎ novembre 1992, p. 175–229 (ISSN 0024-4082, DOI 10.1111/j.1096-3642.1992.tb01247.x, lire en ligne, consulté le 22 août 2023)